# Площадь Словацкого национального восстания
Площадь Словацкого национального восстания (Námestie SNP) является одной из самых известных братиславских площадей. Расположена в Старом городе между Площадью Гурбана и Каменной площадью. В непосредственной близости от площади находятся Обходная (Торговая) улица и Михалская (Михайловская) улица.
Имеет характер мягкой пешеходной зоны, так как по площади проходят только двусторонние трамвайные пути, а поток автомобильного транспорта минимален.
В 2006 году площадь подверглась реконструкции: произведена замена трамвайных путей, вместо асфальтового покрытия тротуар теперь вымощен высококачественной плиткой.
Площадь регулярно становится местом проведения политических акций и демонстраций.
Раз в году, во время проведения фестиваля Братислава для всех, на площади открывают вход в подземелье.

## Объекты
На площади с 1936 года располагается самое старое высотное здание в Братиславе — «Мандерлак» (Manderlák), имеющее 12 этажей и высоту 45 метров. Рядом с Мандерлаком находится отреставрированный Старый рынок. В верхней части площади расположено здание Главпочтамта. Одна из достопримечательностей — Банковский дворец Татра-банка, построенный в 1922—1925 гг., в наше время занимаемый Министерством культуры Словакии.

## Галерея
- Площадь словацкого национального восстания, Министерство культуры Словакии
- Площадь словацкого национального восстания, в глубине — Мандерлак, на переднем плане — Торговый дом «Дунай»
- Вид на площадь со стороны площади Гурбана